# Lee Zahler
Leo A. „Lee“ Zahler (* 14. August 1893 in New York City; † 21. Februar 1947 in Hollywood, Los Angeles, Kalifornien) war ein US-amerikanischer Komponist.

## Leben
Leo A. Zahler wurde als ältester von drei Söhnen und einer Tochter der österreich-ungarischen Juden Joseph und Annie Zahler, die in den 1890er Jahren in die Vereinigten Staaten einwanderten, geboren. Sein Vater arbeitete als Muster Designer für eine Schneiderei. Zahlers eigene Karriere begann in New York, wo er als professioneller Pianist arbeitete. Bis 1933 arbeitete er über ein Jahrzehnt im Studio des Produzenten Larry Darmour, wo er Musik für die Kurzfilme der beiden Komiker Mickey Rooney und Charlie Chase komponierte. Anschließend wechselte er ins Musikstudio von Columbia Pictures, wo er die Musik für Filme wie Der letzte Mohikaner, Rodeo, Sie töten für Gold und Batman und Robin komponierte.
Zahlers Witwe Rose verklagte 1957 mehrere Produktionsfirmen und Studios, darunter Columbia Pictures, Unity TV und Station KTTV, weil sie unlizenziert die Musik Zahlers in weiteren Produktionen nutzten, auf 364.000 US-Dollar. Im Jahr 1960 wurde ihr daraufhin rückwirkend recht gegeben und sie erhielt fortan Tantieme auf die Werke ihres verstorbenen Ehemanns.
Lee Zahler war mit Rose Rosenberg verheiratet und hatte mit ihr den gemeinsamen Sohn, den Komponisten, Gordon Zahler. Dieser brach sich als Jugendlicher den Hals beim Turnunterricht an der Pasadena junior high school, wodurch er an Tetraplegie, einer Form der Querschnittlähmung, litt und seine Familie in den finanziellen Ruin führte. Nachdem Zahler am 21. Februar 1947 in Armut verstarb, wurde er im Forest Lawn Memorial Park in Glenadel beerdigt.

## Filmografie (Auswahl)
- 1932: Das Teufelspferd (The Devil Horse)
- 1932: Der letzte Mohikaner (The Last of the Mohicans)
- 1933: Die drei Musketiere (The Three Musketeers)
- 1934: Gesetz der Wildnis (The Law of the Wild)
- 1934: Rodeo (The Man from Utah)
- 1934: Showdown am Adlerpaß (Blue Steel)
- 1934: Sie töten für Gold (The Trail Beyond)
- 1935: Der Rodeo-Raub (The Desert Trail)
- 1943: Bombs Over Burma
- 1943: Batman und Robin (Batman)
- 1944: I Accuse My Parents
- 1945: Fuzzy lebt gefährlich (Prairie Rustlers)
- 1945: Roboter des Grauens (The Monster and the Ape)
- 1945: Samurai
- 1945: The Mask of Diijon
- 1946: Fuzzy der Draufgänger (Ghost of Hidden Valley)
- 1946: Fuzzy, der Held des Westens (Terrors on Horseback)
- 1946: Fuzzy schreckt vor nichts zurück (Gentlemen with Guns)
- 1946: Gegen Willkür und Gewalt (Outlaws of the Plains)